# Evolução do Colégio dos Cardeais sob o pontificado de Pio XI
Este artigo apresenta a evolução dentro do Sagrado Colégio ou Colégio dos Cardeais durante o pontificado do Papa Pio XI, desde 2 de fevereiro de 1922, data da abertura do conclave que o elegeu, até 1.º de março de 1939, data da abertura do conclave que elegeria seu sucessor .

## Evolução
Após a eleição do cardeal Achille Ratti, o colégio de cardeais consistia de 59 cardeais. Pio XI criou 76 cardeais em dezessete consistórios. Durante seu pontificado, 72 cardeais morreram e um renunciou.
| Data                                            | Evento                                       | total |
| ----------------------------------------------- | -------------------------------------------- | ----- |
| 6 de fevereiro de 1922                          | Eleição do cardeal Achille Ratti (Pio XI)    | 59    |
| de 25 de junho de 1922 a 30 de dezembro de 1938 | Cardeais criados                             | +76   |
| de 25 de junho de 1922 a 30 de dezembro de 1938 | Cardeais falecidos ou dispensados            | -73   |
| 10 de fevereiro de 1939                         | Morte do Papa Pio XI                         | 62    |
| 2 de março de 1939                              | Eleição do cardeal Eugenio Pacelli (Pio XII) | 61    |

## Composição por país de origem
Entre o conclave de 1922, e o conclave de 1939, a composição do colégio por país de origem dos cardeais permaneceu praticamente inalterada: os italianos representavam sempre mais de 50% dos componentes com uma presença de não europeus que excedia 10%.
| País            | 1922 | 1939 |
| --------------- | ---- | ---- |
| Argentina       | 0    | 1    |
| Brasil          | 1    | 1    |
| Canadá          | 1    | 1    |
| Estados Unidos  | 2    | 3    |
| Total América   | 4    | 6    |
| Iraque          | 0    | 1    |
| Total Asia      | 0    | 1    |
| Áustria         | 2    | 1    |
| Bélgica         | 1    | 1    |
| Tchecoslováquia | 1    | 1    |
| França          | 5    | 6    |
| Alemanha        | 3    | 3    |
| Irlanda         | 1    |      |
| Países Baixos   | 1    | 0    |
| Polónia         | 2    | 1    |
| Portugal        | 1    | 1    |
| Itália          | 31   | 35   |
| Reino Unido     | 3    | 1    |
| Espanha         | 5    | 3    |
| Hungria         | 1    | 1    |
| Total Europe    | 56   | 55   |
| Total           | 60   | 62   |

## Composição por consistório
Como resultado da duração diferente dos pontificados do Bento XV e de Pio XI, nos conclaves após sua morte, os cardeais criados pelos pontífices anteriores, que eram mais da metade em 1922, caíram para 15%. em 1939.
| Consistório           | 1922 | 1939 |
| --------------------- | ---- | ---- |
| Dezembro de 1889      | 1    |      |
| Janeiro de 1893       | 1    |      |
| Novembro de 1896      | 1    |      |
| Abril de 1897         | 1    |      |
| Junho de 1899         | 2    |      |
| Abril de 1901         | 2    |      |
| Criados por Leão XIII | 8    |      |
| Novembro de 1903      | 1    |      |
| Dezembro de 1905      | 2    |      |
| Abril de 1907         | 3    |      |
| Dezembro de 1907      | 4    |      |
| Novembro de 1911      | 9    | 2    |
| Maio de 1914          | 5    |      |
| Criados por Pio X     | 24   | 2    |
| Dezembro de 1915      | 4    |      |
| Dezembro de 1916      | 10   | 4    |
| Dezembro de 1919      | 5    |      |
| Março de 1921         | 6    | 4    |
| Junho de 1921         | 3    |      |
| Criados por Bento XV  | 28   | 8    |
| Maio de 1923          |      | 1    |
| Março de 1924         |      | 1    |
| Dezembro de 1925      |      | 2    |
| Dezembro de 1926      |      | 1    |
| Junho de 1927         |      | 2    |
| Dezembro de 1927      |      | 2    |
| Julho de 1929         |      | 1    |
| Dezembro de 1929      |      | 5    |
| Junho de 1930         |      | 4    |
| Março de 1933         |      | 8    |
| Dezembro de 1935      |      | 18   |
| Junho de 1936         |      | 2    |
| Dezembro 1937         |      | 5    |
| Criados por Pio XI    |      | 52   |
| Total                 | 60   | 62   |

## Evolução Digital durante o pontificado
| Data                    | Evento                                                                  | País                 | Cardeais |
| ----------------------- | ----------------------------------------------------------------------- | -------------------- | -------- |
| 2 de fevereiro de 1922  | Cardeais na época do Conclave de 1922                                   | Vaticano             | 60       |
| 6 de fevereiro de 1922  | Eleição papal do cardeal Achille Ratti como Papa Pio XI                 | Vaticano             | 59       |
| 25 de junho de 1922     | Morte do cardeal Teodoro Valfre di Bonzo (68 anos)                      | Itália               | 58       |
| 8 de dezembro de 1922   | Morte do cardeal José María Martín de Herrera y de la Iglesia (82 anos) | Espanha              | 57       |
| 11 de dezembro de 1922  | criação de 8 Cardeais:                                                  | Vaticano             | 65       |
| 11 de dezembro de 1922  | Enrique Reig y Casanova                                                 | Espanha              | 65       |
| 11 de dezembro de 1922  | Eugenio Tosi, O.Ss.C.A.                                                 | Itália               | 65       |
| 11 de dezembro de 1922  | Franz Ehrle, S.J.                                                       | Alemanha             | 65       |
| 11 de dezembro de 1922  | Achille Locatelli                                                       | Itália               | 65       |
| 11 de dezembro de 1922  | Giovanni Bonzano, PIME                                                  | Itália               | 65       |
| 11 de dezembro de 1922  | Alexis-Armand Charost                                                   | França               | 65       |
| 11 de dezembro de 1922  | Giuseppe Mori                                                           | Itália               | 65       |
| 11 de dezembro de 1922  | Stanislas Touchet                                                       | França               | 65       |
| 4 de fevereiro de 1923  | Morte do cardeal Giuseppe Antonio Ermenegildo Prisco (89 anos)          | Itália               | 64       |
| 14 de fevereiro de 1923 | Morte do cardeal Bartolomeo Bacilieri (80 anos)                         | Itália               | 63       |
| 23 de maio de 1923      | criação de 2 Cardeais:                                                  | Vaticano             | 65       |
| 23 de maio de 1923      | Luigi Sincero                                                           | Itália               | 65       |
| 23 de maio de 1923      | Giovanni Nasalli Rocca di Corneliano                                    | Itália               | 65       |
| 4 de junho de 1923      | Morte do cardeal Juan Soldevilla y Romero (79 anos)                     | Espanha              | 64       |
| 27 de julho de 1923     | Morte do cardeal Niccolò Marini (79 anos)                               | Itália               | 63       |
| 10 de agosto de 1923    | Morte do cardeal Agostino Richelmy (72 anos)                            | Itália               | 62       |
| 30 de dezembro de 1923  | criação de 2 Cardeais:                                                  | Vaticano             | 64       |
| 30 de dezembro de 1923  | Evaristo Lucidi                                                         | Itália               | 64       |
| 30 de dezembro de 1923  | Aurelio Galli                                                           | Itália               | 64       |
| 24 de março de 1924     | criação de 2 Cardeais:                                                  | Vaticano             | 66       |
| 24 de março de 1924     | George Mundelein                                                        | Estados Unidos       | 66       |
| 24 de março de 1924     | Patrick Joseph Hayes                                                    | Estados Unidos       | 66       |
| 19 de novembro de 1924  | Morte do cardeal Michael Logue (84 anos)                                | República da Irlanda | 65       |
| 30 de dezembro de 1924  | Morte do cardeal Oreste Giorgi (68 anos)                                | Itália               | 64       |
| 30 de março de 1925     | criação de 2 Cardeais:                                                  | Vaticano             | 66       |
| 30 de março de 1925     | Vicente Casanova y Marzol                                               | Espanha              | 66       |
| 30 de março de 1925     | Eustaquio Ilundain y Esteban                                            | Espanha              | 66       |
| 18 de julho de 1925     | Morte do cardeal Louis-Nazaire Bégin (85 anos)                          | Canadá               | 65       |
| 14 de dezembro de 1925  | criação de 4 Cardeais:                                                  | Vaticano             | 69       |
| 14 de dezembro de 1925  | Enrico Gasparri                                                         | Itália               | 69       |
| 14 de dezembro de 1925  | Bonaventura Cerretti                                                    | Itália               | 69       |
| 14 de dezembro de 1925  | Patrick O'Donnell                                                       | República da Irlanda | 69       |
| 14 de dezembro de 1925  | Alessandro Verde                                                        | Itália               | 69       |
| 22 de janeiro de 1926   | Morte do cardeal Désiré-Joseph Mercier (74 anos)                        | Bélgica              | 68       |
| 13 de fevereiro de 1926 | Morte do cardeal Edmund Dalbor (56 anos)                                | Polónia              | 67       |
| 14 de fevereiro de 1926 | Morte do cardeal Juan Benlloch i Vivó (61 anos)                         | Espanha              | 66       |
| 27 de fevereiro de 1926 | Morte do cardeal Augusto Silj (79 anos)                                 | Itália               | 65       |
| 28 de fevereiro de 1926 | Morte do cardeal Giovanni Cagliero (88 anos)                            | Itália               | 64       |
| 21 de junho de 1926     | criação de 2 Cardeais:                                                  | Vaticano             | 66       |
| 21 de junho de 1926     | Luigi Capotosti                                                         | Itália               | 66       |
| 21 de junho de 1926     | Carlo Perosi                                                            | Itália               | 66       |
| 29 de setembro de 1926  | Morte do cardeal Stanislas Touchet (77 anos)                            | França               | 65       |
| 20 de dezembro de 1926  | criação de 2 Cardeais:                                                  | Vaticano             | 67       |
| 20 de dezembro de 1926  | Lorenzo Lauri                                                           | Itália               | 67       |
| 20 de dezembro de 1926  | Giuseppe Gamba                                                          | Itália               | 67       |
| 16 de fevereiro de 1927 | Morte do cardeal Vittorio Ranuzzi de 'Bianchi (69 anos)                 | Itália               | 66       |
| 20 de junho de 1927     | criação de 2 Cardeais:                                                  | Vaticano             | 68       |
| 20 de junho de 1927     | August Hlond, S.D.B.                                                    | Polónia              | 68       |
| 20 de junho de 1927     | Jozef-Ernest van Roey                                                   | Bélgica              | 68       |
| 11 de julho de 1927     | Morte do cardeal Ottavio Cagiano de Azevedo (81 anos)                   | Itália               | 67       |
| 25 de julho de 1927     | Morte do cardeal János Csernoch (75 anos)                               | Hungria              | 66       |
| 25 de agosto de 1927    | Morte do cardeal Enrique Reig y Casanova (68 anos)                      | Espanha              | 65       |
| 21 de setembro de 1927  | Renúncia do cardeal Louis Billot, S.J.                                  | França               | 64       |
| 22 de outubro de 1927   | Morte do cardeal Patrick O'Donnell (70 anos)                            | República da Irlanda | 63       |
| 12 de novembro de 1927  | Morte do cardeal Alessandro Lualdi (69 anos)                            | Itália               | 62       |
| 26 de novembro de 1927  | Morte do cardeal Giovanni Bonzano, PIME (60 anos)                       | Itália               | 61       |
| 19 de dezembro de 1927  | criação de 5 Cardeais:                                                  | Vaticano             | 66       |
| 19 de dezembro de 1927  | Charles Binet                                                           | França               | 66       |
| 19 de dezembro de 1927  | Alexis Lépicier, O.S.M.                                                 | França               | 66       |
| 19 de dezembro de 1927  | Felix-Raymond-Marie Rouleau, O.P.                                       | Canadá               | 66       |
| 19 de dezembro de 1927  | Jusztinián György Serédi, O.S.B.                                        | Hungria              | 66       |
| 19 de dezembro de 1927  | Pedro Segura y Sáenz                                                    | Espanha              | 66       |
| 30 de junho de 1928     | Morte do cardeal Giovanni Tacci Porcelli (64 anos)                      | Itália               | 65       |
| 24 de outubro de 1928   | Morte do cardeal Gaetano de Lai (75 anos)                               | Itália               | 64       |
| 7 de dezembro de 1928   | Morte do cardeal Giuseppe Francica-Nava de Bontifè (82 anos)            | Itália               | 63       |
| 7 de janeiro de 1929    | Morte do cardeal Eugenio Tosi, O.Ss.C.A. (64 anos)                      | Itália               | 62       |
| 25 de fevereiro de 1929 | Morte do cardeal Antonio Vico (82 anos)                                 | Itália               | 61       |
| 26 de março de 1929     | Morte do cardeal Aurelio Galli (63 anos)                                | Itália               | 60       |
| 31 de março de 1929     | Morte do cardeal Evaristo Lucidi (62 anos)                              | Itália               | 59       |
| 5 de abril de 1929      | Morte do cardeal Francis Aidan Gasquet, O.S.B. (82 anos)                | Reino Unido          | 58       |
| 15 de julho de 1929     | criação de 1 Cardeal:                                                   | Vaticano             | 59       |
| 15 de julho de 1929     | Alfredo Ildefonso Schuster, O.S.B.                                      | Itália               | 59       |
| 5 de agosto de 1929     | Morte do cardeal António Mendes Bello (87 anos)                         | Portugal             | 58       |
| 23 de setembro de 1929  | Morte do cardeal Louis-Ernest Dubois (73 anos)                          | França               | 57       |
| 16 de dezembro de 1929  | criação de 6 Cardeais:                                                  | Vaticano             | 63       |
| 16 de dezembro de 1929  | Manuel Gonçalves Cerejeira                                              | Portugal             | 63       |
| 16 de dezembro de 1929  | Eugenio Pacelli (futuro Papa Pio XII)                                   | Itália               | 63       |
| 16 de dezembro de 1929  | Luigi Lavitrano                                                         | Itália               | 63       |
| 16 de dezembro de 1929  | Carlos Dalmácio Minoretti                                               | Itália               | 63       |
| 16 de dezembro de 1929  | Joseph MacRory                                                          | República da Irlanda | 63       |
| 16 de dezembro de 1929  | Jean Verdier, P.S.S.                                                    | França               | 63       |
| 29 de dezembro de 1929  | Morte do cardeal Giuseppe Gamba (72 anos)                               | Itália               | 62       |
| 22 de fevereiro de 1930 | Morte do cardeal Carlo Perosi (61 anos)                                 | Itália               | 61       |
| 26 de fevereiro de 1930 | Morte do cardeal Rafael Merry del Val (64 anos)                         | Espanha              | 60       |
| 18 de abril de 1930     | Morte do cardeal Joaquim Arcoverde de Albuquerque Cavalcanti (80 anos)  | Brasil               | 59       |
| 28 de maio de 1930      | Morte do cardeal Louis Luçon (87 anos)                                  | França               | 58       |
| 30 de junho de 1930     | criação de 5 Cardeais:                                                  | Vaticano             | 63       |
| 30 de junho de 1930     | Sebastião Leme da Silveira Cintra                                       | Brasil               | 63       |
| 30 de junho de 1930     | Francesco Marchetti-Selvaggiani                                         | Itália               | 63       |
| 30 de junho de 1930     | Raffaele Carlo Rossi, O.C.D.                                            | Itália               | 63       |
| 30 de junho de 1930     | Giulio Serafini                                                         | Itália               | 63       |
| 30 de junho de 1930     | Achille Liénart                                                         | França               | 63       |
| 9 de julho de 1930      | Morte do cardeal Vincenzo Vannutelli (93 anos)                          | Itália               | 62       |
| 23 de outubro de 1930   | Morte do cardeal Vicente Casanova y Marzol (76 anos)                    | Espanha              | 61       |
| 7 de novembro de 1930   | Morte do cardeal Alfonso Mistrangelo, Sch. P. (78 anos)                 | Itália               | 59       |
| 7 de novembro de 1930   | Morte do cardeal Alexis-Armand Charost (69 anos)                        | França               | 59       |
| 17 de março de 1931     | Morte do cardeal Pietro Maffi (72 anos)                                 | Itália               | 58       |
| 5 de maio de 1931       | Morte do cardeal Basilio Pompilj (73 anos)                              | Itália               | 57       |
| 31 de maio de 1931      | Morte do cardeal Felix-Raymond-Marie Rouleau, O.P. (65 anos)            | Canadá               | 56       |
| 14 de setembro de 1931  | Morte do cardeal Francesco Ragonesi (80 anos)                           | Itália               | 55       |
| 18 de dezembro de 1931  | Morte do ex-cardeal Louis Billot, S.J. (85 anos)                        | França               | 55       |
| 21 de abril de 1932     | Morte do cardeal Friedrich Gustav Piffl, C.R.S.A. (67 anos)             | Áustria              | 54       |
| 30 de agosto de 1932    | Morte do cardeal Willem Marinus van Rossum, C.Ss.R. (77 anos)           | Países Baixos        | 53       |
| 9 de fevereiro de 1933  | Morte do cardeal Andreas Früwirth, O.P. (87 anos)                       | Áustria              | 52       |
| 13 de março de 1933     | criação de 6 Cardeais + 2 In Pectore:                                   | Vaticano             | 58       |
| 13 de março de 1933     | Pietro Fumasoni Biondi                                                  | Itália               | 58       |
| 13 de março de 1933     | Elia Dalla Costa                                                        | Itália               | 58       |
| 13 de março de 1933     | Maurilio Fossati                                                        | Itália               | 58       |
| 13 de março de 1933     | Jean-Marie-Rodrigue Villeneuve, O.M.I.                                  | Canadá               | 58       |
| 13 de março de 1933     | Angelo Dolci                                                            | Itália               | 58       |
| 13 de março de 1933     | Theodor Innitzer                                                        | Áustria              | 58       |
| 8 de maio de 1933       | Morte do cardeal Bonaventura Cerretti (60 anos)                         | Itália               | 57       |
| 16 de setembro de 1933  | Morte do cardeal Raffaele Scapinelli di Leguigno (75 anos)              | Itália               | 56       |
| 31 de março de 1934     | Morte do cardeal Franz Ehrle, S.J. (88 anos)                            | Alemanha             | 55       |
| 30 de setembro de 1934  | Morte do cardeal Giuseppe Mori (84 anos)                                | Itália               | 54       |
| 18 de novembro de 1934  | Morte do cardeal Pietro Gasparri (82 anos)                              | Itália               | 53       |
| 1 de janeiro de 1935    | Morte do cardeal Francis Bourne (76 anos)                               | Reino Unido          | 52       |
| 14 de fevereiro de 1935 | Morte do cardeal Pierre Andrieu (86 anos)                               | França               | 51       |
| 5 de abril de 1935      | Morte do cardeal Achille Locatelli (79 anos)                            | Itália               | 50       |
| 9 de julho de 1935      | Morte do cardeal Pietro La Fontaine (74 anos)                           | Itália               | 49       |
| 16 de dezembro de 1935  | Morte do cardeal Michele Lega (75 anos)                                 | Itália               | 68       |
| 16 de dezembro de 1935  | criação de 18 Cardeais + 2 Revelação In Pectore:                        | Vaticano             | 68       |
| 16 de dezembro de 1935  | Federico Tedeschini                                                     | Itália               | 68       |
| 16 de dezembro de 1935  | Carlo Salotti                                                           | Itália               | 68       |
| 16 de dezembro de 1935  | Alfred-Henri-Marie Baudrillart, C.O.                                    | França               | 68       |
| 16 de dezembro de 1935  | Isidro Gomá y Tomás                                                     | Espanha              | 68       |
| 16 de dezembro de 1935  | Federico Cattani Amadori                                                | Itália               | 68       |
| 16 de dezembro de 1935  | Carlo Cremonesi                                                         | Itália               | 68       |
| 16 de dezembro de 1935  | Vincenzo Lapuma                                                         | Itália               | 68       |
| 16 de dezembro de 1935  | Camillo Caccia Dominioni                                                | Itália               | 68       |
| 16 de dezembro de 1935  | Pedro Boetto, S.J.                                                      | Itália               | 68       |
| 16 de dezembro de 1935  | Francesco Marmaggi                                                      | Itália               | 68       |
| 16 de dezembro de 1935  | Emmanuel Célestin Suhard                                                | França               | 68       |
| 16 de dezembro de 1935  | Enrico Sibilia                                                          | Itália               | 68       |
| 16 de dezembro de 1935  | Nicola Canali                                                           | Itália               | 68       |
| 16 de dezembro de 1935  | Santiago Copello                                                        | Argentina            | 68       |
| 16 de dezembro de 1935  | Domenico Jorio                                                          | Itália               | 68       |
| 16 de dezembro de 1935  | Massimo Massimi                                                         | Itália               | 68       |
| 16 de dezembro de 1935  | Karel Kašpar                                                            | República Checa      | 68       |
| 16 de dezembro de 1935  | Domenico Mariani                                                        | Itália               | 68       |
| 16 de dezembro de 1935  | Ignatius Gabriel I Tappouni                                             | Iraque               | 68       |
| 16 de dezembro de 1935  | Luigi Maglione                                                          | Itália               | 68       |
| 7 de fevereiro de 1936  | Morte do cardeal Luigi Sincero (65 anos)                                | Itália               | 67       |
| 20 de maio de 1936      | Morte do cardeal Alexis Lépicier (73 anos)                              | França               | 66       |
| 15 de junho de 1936     | criação de 2 Cardeais:                                                  | Vaticano             | 68       |
| 15 de junho de 1936     | Eugène Tisserant                                                        | França               | 68       |
| 15 de junho de 1936     | Giovanni Mercati                                                        | Itália               | 68       |
| 15 de julho de 1936     | Morte do cardeal Charles Binet (67 anos)                                | França               | 67       |
| 16 de novembro de 1936  | Morte do cardeal Louis-Joseph Maurin (77 anos)                          | França               | 66       |
| 10 de agosto de 1937    | Morte do cardeal Eustaquio Ilundain y Esteban (74 anos)                 | Espanha              | 65       |
| 30 de agosto de 1937    | Morte do cardeal Gaetano Bisleti (81 anos)                              | Itália               | 64       |
| 13 de dezembro de 1937  | criação de 5 Cardeais:                                                  | Vaticano             | 69       |
| 13 de dezembro de 1937  | Adeodato Giovanni Piazza, O.C.D.                                        | Itália               | 69       |
| 13 de dezembro de 1937  | Ermenegildo Pellegrinetti                                               | Itália               | 69       |
| 13 de dezembro de 1937  | Arthur Hinsley                                                          | Inglaterra           | 69       |
| 13 de dezembro de 1937  | Giuseppe Pizzardo                                                       | Itália               | 69       |
| 13 de dezembro de 1937  | Pierre-Marie Gerlier                                                    | França               | 69       |
| 16 de fevereiro de 1938 | Morte do cardeal Luigi Capotosti (74 anos)                              | Itália               | 68       |
| 13 de março de 1938     | Morte do cardeal Carlos Dalmácio Minoretti (76 anos)                    | Itália               | 67       |
| 13 de julho de 1938     | Morte do cardeal Giulio Serafini (70 anos)                              | Itália               | 66       |
| 4 de setembro de 1938   | Morte do cardeal Patrick Joseph Hayes (70 anos)                         | Estados Unidos       | 65       |
| 6 de setembro de 1938   | Morte do cardeal Camillo Laurenti (76 anos)                             | Itália               | 64       |
| 24 de dezembro de 1938  | Morte do cardeal Lev Skrbenský z Hříště (75 anos)                       | República Checa      | 63       |
| 30 de dezembro de 1938  | Morte do cardeal Aleksander Kakowski (76 anos)                          | Polónia              | 62       |
| 10 de fevereiro de 1939 | Morte do Papa Pio XI (81 anos)                                          | Vaticano             | 62       |